# Michal Jankovec
Michal Jankovec (11. března 1961 – 9. srpna 2024[zdroj?]) byl český odborník v oblasti médií, v letech 2011 až 2017 člen Rady České televize.

## Život
V letech 1981 až 1988 studoval na Fakultě jaderné a fyzikálně inženýrské ČVUT. S Emanuelem Mandlerem, Karlem Štindlem a Bohumilem Doležalem se před listopadem 1989 angažoval v Československé demokratické iniciativě a po přeměně na Liberálně demokratickou stranu zastával funkci organizačního tajemníka.[zdroj?] V 90. letech 20. století řídil tiskovou agenturu Česká tisková agentura (ČTA), která se neúspěšně pokusila porazit ČTK. Následně založil další podobné podniky. Je veden jako společník firmy Arteria, jež uvádí jako předmět podnikání provozování tiskové agentury, obchodní a vydavatelskou činnost.
V roce 2011 neúspěšně kandidoval na post ředitele ČTK. V té době se věnoval výzkumu veřejného mínění a analýze zpravodajství. V červnu 2011 byl zvolen členem Rady České televize (radním) na návrh občanského sdružení Společnost pro reklamu, ochranu spotřebitelů a pacientů.  V roce 2012 se jako radní podílel na novém systému Hodnocení plnění veřejné služby České televize a osobně realizoval diskutovaný předvolební výzkum veřejného mínění pro Českou televizi. Na začátku roku 2015 uvedl, že čelí výhrůžkám kvůli obhajobě objektivity zpravodajství ČT o ukrajinské krizi.
Od ledna 2015 působil na Státním ústavu radiační ochrany, v. v. i. jako senior analytik v oblasti mediálních výzkumů a výzkumů veřejného mínění v otázkách radiační ochrany.[zdroj?] V březnu 2017 se rozhodl obhajovat post člena Rady České televize, avšak v samotné volbě v červnu 2017 neuspěl.